# Habrocomes
Habrocomes is een geslacht van rechtvleugeligen uit de familie sabelsprinkhanen (Tettigoniidae). De wetenschappelijke naam van dit geslacht is voor het eerst geldig gepubliceerd in 1890 door Karsch.

## Soorten
Het geslacht Habrocomes omvat de volgende soorten:
- Habrocomes lanosus Karsch, 1891
- Habrocomes marmoratus Bolívar, 1906
- Habrocomes personatus Sjöstedt, 1902